# Connexine

Struktur

Als Connexine bezeichnet man eine Familie von Transmembranproteinen, die in Zellen die so genannten Gap Junctions bilden und den direkten Austausch von Molekülen bis zu einer Größe von ca. 1 kDa zwischen benachbarten Zellen ermöglichen.
Bis jetzt sind 21 verschiedene Connexine des Menschen bekannt und 20 Connexine in der Maus. Ihre Größe variiert zwischen 23 kDa und 62 kDa. Sie besitzen vier Transmembrandomänen mit zwei extrazellulären Schleifen, die aus antiparallelen β-Faltblättern aufgebaut sind.
Je sechs Connexine lagern sich in der Membran zu einem Connexon, das eine Pore umschließt, zusammen. Jeweils zwei Connexone zweier benachbarter Membranen bilden einen Gap Junction-Kanal.
Es existieren zwei unterschiedliche Systeme für die Nomenklatur der Connexine. Nach einer Nomenklatur setzt sich der Name aus der Abkürzung Cx und der theoretischen molaren Masse (z. B. Cx43; gegebenenfalls mit Speziesabkürzung kombiniert) zusammen. In einer anderen Nomenklatur werden die Connexine anhand ihrer Sequenzhomologie in verschiedene Gruppen eingeteilt.
Im Gehirn bilden neben den Neuronen die hoch spezialisierten Gliazellen untereinander Gap Junctions aus. Connexin 43 findet sich bevorzugt in Astrozyten, während Oligodendrozyten Connexin 32 ausprägen.
Eine Mutation des Connexin 26-Gens ist für 11–37 % aller sporadisch auftretenden Fälle von rezessiv vererbter Schwerhörigkeit verantwortlich. Connexin 26 ist vornehmlich in Zellverbänden des Innenohres lokalisiert. Da es sich auch mit Connexin 30 zusammenlagern kann, wird dieses bei der genetischen Diagnose für Untersuchungen auf Mutationen mittels DNA-Sequenzierung mit einbezogen.